# Speltbach
Der Speltbach ist ein auf dem Hauptstrang knapp 7 km langer Bach im Hohenlohekreis im nördlichen Baden-Württemberg, der in Mulfingen-Berndshofen von links und Westen in die mittlere Jagst mündet.

## Geographie

### Verlauf
Der Speltbach entsteht aus zwei gleichnamigen, sich recht später vereinigenden  Ästen auf dem schmalen Hochebenenstreifen zwischen mittlerem Kocher- und Jagsttal östlich und nordöstlich von Künzelsau. Der Hauptstrang des kleinen Gewässersystems beginnt allerdings an der Quelle des längeren linken Quellbachs Siedelbach zum südlichen und linken Oberlaufs, welcher als Feldweggraben auf etwa 437 m ü. NN zwischen der Künzelsauer Orten Mäusdorf und Nitzenhausen entsteht, um bald in einer langgezogenen Rechtskurve auf den Künzelsauer Weiler Berndhausen zuzulaufen, an deren Ende die Siedlung in schon merklich eingetieftem Tal liegt. Im Ort läuft der längere Siedelbach mit dem südlichen Speltbach-Quellbach zusammen, der in kürzerem Lauf vom Mettelholz im Osten herkommt.
Nun nach diesem Speltbach genannt, quert in Berndshausen zum ersten und einzigen Male vor dem ähnlich lautenden Mündungsort Berndshofen eine Straße das Gewässer, die K 2303 von Amrichshausen nach Buchenbach, denn das nun nordwärts laufende Tal gräbt sich bald steil zur Waldklinge Spelt ein, in die den Bach nur ein Wirtschaftsweg begleitet. Aus Nebenklingen erfährt er hier zweimal Zufluss, um sich dann darin mit seinem linken Oberlauf an der Grenze zur Gemeinde Mulfingen zu vereinen.
Dieser kürzere Quellast aus dem Norden entsteht nahe dem Mulfinger Unteren Railhof und entwässert in recht konsequentem Südlauf ein größeres Waldgebiet in den Gewannen Grund und Holderbach westlich von ihm. Diesem kleineren Speltbach-Zweig fließen von rechts auf der zweiten Hälfte seines Laufes ebenfalls zwei Nebenklingen zu.
Vom Zusammenfluss an läuft der vereinte Speltbach dann ostwärts im abwärtigen Ast des Ts seiner steilen Talklingen. Auf der ersten Hälfte dieses Unterlaufs noch im Wald verbleibend, weitet sich das Tal danach merklich und der Bach tritt unterhalb des von Steinriegeln gegliederten Südhangs der Weingartsteige an der linken Talseite von einer Gehölzgalerie begleitet in die freie Flur ein.  Nach einem letzten Kilometer Laufs erreicht er die Ortsgrenze des Mulfinger Mündungsweilers Berndshofen, wo ihn die hier linksseits des Flusses verlaufende Jagsttalstraße L 1025 quert, gleich danach mündet der Speltbach von links und Westen auf unter 270 m ü. NN in die hier nordwärts laufende mittlere Jagst.

### Einzugsgebiet
Der Speltbach hat ein oberirdisches Einzugsgebiet von 11,2 km² Größe. Die Kontur bildet grob ein zu den Haupthimmelsrichtungen paralleles Rechteck einer Nord-Süd-Erstreckung von 4,5 km und einer West-Ost-Erstreckung von 2,5 km. Der höchste Punkt darin ist das Hohe Lindle im Südosten auf 447 m ü. NN nahe dem Siedelbach-Ursprung. Die etwas wellige Hochebene, die über drei Viertel des Einzugsgebietes einnimmt, liegt größtenteils über 400 m ü. NN. 
Die Wasserscheide im Osten verläuft gegen den Jagst-Zufluss Buchenbach, der im gleichnamigen Mulfinger Talort mündet; die südliche zum Kocherstettener Kocher-Zufluss Heiligenbach und zum Kocher selbst; die westliche zum weiter abwärts bei Nagelsberg in den Kocher mündenden Deubach mitsamt nacheinander seinen Zuflüssen Ohrenbach, Steinbach und Österbach. Im Nordwesten trennt eine sehr kurze Grenze vom Einzugsgebiet des bei Dörzbach-Hohebach wiederum die Jagst erreichenden Forellenbachs; im Norden läuft jenseits der Hetzlesbach ebenfalls zur Jagst im wenig abwärtigen Heimhausen.
Bedingt durch die Verkarstung unterscheidet sich das unterirdische Einzugsgebiet des Speltbachs vom oberirdischen. Im Oberlauf geht dem Bach Fläche verloren, da Wasser aus dem Siedelbach versinkt und am Heiligenbach wieder zutage tritt. Durch die Versinkung verschiebt sich in diesem Bereich die Wasserscheide zwischen Kocher und Jagst um bis zu 1 km zugunsten des Kochers. Im Unterlauf fließt dem Speltbach Wasser zu, das in einer Doline im Einzugsgebiet des Hetzlesbachs versinkt.

### Kommentierte Zuflussliste
Hierarchisch eingerückte Liste der Oberläufe ( rechts,  links), rechten () und linken () Zuflüsse, Versinkungen (↓) und Seen (), jeweils von der Quelle zur Mündung aufgelistet. Gewässernamen in der Regel nach LUBW-GN, Gewässerlängen nach LUBW-FG (Datensatzeinträge), entsprechend Seeflächen nach LUBW-SG und Einzugsgebiete nach LUBW-BEZG. Höhenangaben in der Regel nach dem Höhenlinienbild auf der topographischen Karte. Andere Quellen für die Angaben sind jeweils vermerkt.
Der Speltbach hat zwei gleichnamige Oberläufe, die weniger als 0,4 km ostnordöstlich von Büttelbronn  auf 344 m ü. NN▲ in seiner Spelt genannten Talschlucht aus Süden und Norden kommend zusammenfließen. Danach läuft der Bach durchweg nach Osten.
- (Südlicher) Speltbach [GKZ 2388334-2 bis Siedelbach-Zulauf, danach 2388334], rechter Oberlauf, 3,2 km.
  -  Entsteht zwischen dem Waldstück Mettelholz im Nordwesten und dem Hohen Lindle im Südosten an der Straße von Künzelsau-Nitzenhausen nach -Berndshausen auf etwa 427 m ü. NN▲ und fließt anfangs als Feldweggraben nordwestlich.
    -  Durchläuft ein Hochwasserrückhaltebecken südwestlich vor dem Mettelholz auf rund 405 m ü. NN▼, 0,5 ha.
 Hier läuft der Speltbach schon westlich.

  -  Siedelbach [GKZ 2388334, wie der Speltbach unterhalb], von links verdolt in Berndshausen am Beginn der Nitzenhausener Straße auf rund 390 m ü. NN▼, 2,5 km.
    -  Entsteht zwischen Künzelsau-Mäusdorf und -Nitzenhausen unweit des Hohen Lindles (449 m ü. NN) an einer Feldweggabel im Lohebusch auf etwa 437 m ü. NN▲ und läuft zunächst westlich, um dann nach rechts zu drehen. Der Speltbach fließt nach diesem Zufluss in Richtung des Zuflusses weiter nach Norden, der auch eine stärkere Talbildung als der obere Speltbach zeigt.
    - ↓ Versinkung nach rund 1,1 km in einer Doline direkt links vom Bachlauf, Austritt an einer Quelle am Heiligenbach (Entfernung 1,3 km, Fließzeit 36 h, Abstandsgeschwindigkeit 36 m/h).[7]
    -  Hinteres Brünnlein [GKZ 2388334-12], von links wenig südlich von Berndshausen auf etwa 395 m ü. NN▼, 0,6 km.  Läuft, im Feld zuerst unterirdisch, nordöstlich. Der Siedelbach fließt nach diesem Zulauf nördlich.
      -  Entsteht wenig nördlich des Kügelhofs an einer Gestrüppinsel innerhalb einer Feldkontur auf etwa 418 m ü. NN▲.

  -  Zulauf vom Nordrand des Mettelholzes [GKZ 2388334-32], von rechts verdolt in Berndhofen am Anfang des Speltbachwegs auf rund 385 m ü. NN▼.  Westlicher Lauf längs Wegen und Straße.
    -  Entsteht am Nordrand des Mettelholzes auf etwa 432 m ü. NN▲.
    -  Durchfließt ein Hochwasserrückhaltebecken an der Nordwestspitze des Mettelholzes auf etwa 420 m ü. NN▼, 0,2 ha.

  -  Diebsklingenbach [GKZ 2388334-34], von links gegenüber von Wolfsölden oben auf der Hochebene im Klingenwald Oberer Spelt auf über 360 m ü. NN▼, 1,0 km.
    -  Entsteht südwestlich von Büttelbronn im Wendel auf etwa 417 m ü. NN▲

- (Nördlicher) Speltbach [GKZ 2388334-4], linker Oberlauf, 1,8 km. Der Bach läuft durchwegs südlich.
  -   Entsteht nordwestlich des Mulfinger Unteren Railhofs am Waldrand auf etwa 407 m ü. NN▲.
  -  Durchfließt ein Hochwasserrückhaltebecken unmittelbar westlich des Unteren Railhofs auf etwa 403 m ü. NN▼, 0,8 ha.
  -  Im Abstand von nicht mehr als 150 m liegen westlich im Wald in einer kleinen zulaufenden Talmulde zwei weitere Teiche von 0,2 ha und 0,1 ha.
  -  Durchfließt einen winzigen Teich unmittelbar vor Eintritt in seine Waldklinge auf unter 390 m ü. NN▼.
  -  Holderbach [GKZ 2388334-42], von rechts gegenüber dem Oberen Railhof auf der Höhe in der Klingen auf rund 370 m ü. NN▼.
    -  Entsteht am Südwestrand des Waldes Holderbach zum Dörnich auf etwa 410 m ü. NN▲.
    -  Passiert bzw. durchquert drei kleine Teiche am Ostrand des Waldes Holderbach auf rund 395 m ü. NN▼, zusammen 0,2 ha.

  -  Klingenbach [GKZ 2388334-44], von rechts zwischen Büttelbronn und dem Oberen Railhof auf unter 360 m ü. NN▼, 0,8 km.
    Entsteht westlich von Büttelbronn auf etwa 415 m ü. NN▲. 
    -  Durchfließt einen Teich am Nordwestrand von Büttelbronn vor Eintritt in seine Waldklinge auf knapp 400 m ü. NN▼, 0,1 ha.
- Beim Gewann Klingen▼ von links Zufluss von Wasser, das nach Markierungsversuch in einer Doline bei der Waldinsel Heimbusch im Einzugsgebiet des Hetzlesbachs versinkt.[7]

Mündung des Speltbachs in Mulfingen-Berndshofen von links und Westen in die mittlere Jagst auf unter 270 m ü. NN▼, gleich nach dem Rücklauf des linken Mühlkanals der Jagst von Buchenbach her. Der Bach hat hier ab dem Zusammenfluss seiner zwei gleichnamigen Oberläufe eine Länge von 2,7 km, ab der Quelle seines längeren rechten Oberlaufs eine Länge von 5,9 km, die längste Fließstrecke im Bachsystem beginnt an der Quelle von dessen linkem Zulauf Siedelbach und misst 6,9 km. Das Einzugsgebiet umfasst insgesamt 11,2 km².

### Ortschaften
Die einzigen Orte am Lauf sind der Künzelsauer Weiler Berndshausen am nordwärts laufenden rechten Quellbach und der Mulfinger Weiler Berndshofen an der Mündung.
Anteil am Einzugsgebiet von 11,2 km² haben: 
- die Stadt Künzelsau mit etwa 7 km². In ihrem Teilgebiet liegen außer Berndshausen noch der Kügelhof auf der südlichen Wasserscheide; der Weiler Wolfsölden im Eck über dem nordwärts laufenden rechten Quellbach und dem westwärts laufenden Unterlauf; der Weiler Büttelbronn westlich über dem Zusammenfluss der Quellbäche. Nordwestlich davon gab es früher beim gleichnamigen Nebenbach und am Rand des gleichnamigen Waldgebietes einen Ort Holderbach, der heute abgegangen ist.
- die Gemeinde Mulfingen mit etwa 3,5 km² im Nordosten überwiegend östlich des südwärts laufenden linken Quellbachs und beidseits des Unterlaufs. In ihrem Teilgebiet liegen außer Berndshofen der Untere Railhof östlich über dem oberen (!) linken Oberlauf und der Untere Railhof nordöstlich über dem Zusammenfluss der Quellbäche.
- die Stadt Ingelfingen mit etwa 0,7 km². Ihr ganz unbesiedeltes Teilgebiet liegt westlich des südwärts laufenden linken Quellbachs und besteht fast nur aus Waldgebiet der Gewanne Grund und Holderbach um den gleichnamigen Zufluss.

## Geologie
Auf der Hochebene, die einen Großteil des Einzugsgebietes einnimmt, findet sich im zentralen Teil überall Unterkeuper, dem in einem Bogen von Ost über Süd nach Nordwest noch auf den Kammlagen nahe der Wasserscheide häufig Lösssedimente quartärer Genese aufliegen. Im Grenzbereich dieser beiden Schichten entstehen meist die Quelläste und großen Zuflüsse. Der größere linke Oberlauf Siedelbach des südlichen Quellbachs erreicht dann im Talverlauf den Oberen Muschelkalk ungefähr am Zulauf des Hinteren Brünnleins, der von Norden her kommende Speltbachzweig an seinem Klingeneintritt. Erst kurz vor Berndshofen erreicht der vereinte Speltbach am Unterlauf den Mittleren, ganz zuletzt am Rande der Jagsttalaue im Weiler den Unteren Muschelkalk, in dem er auch mündet.

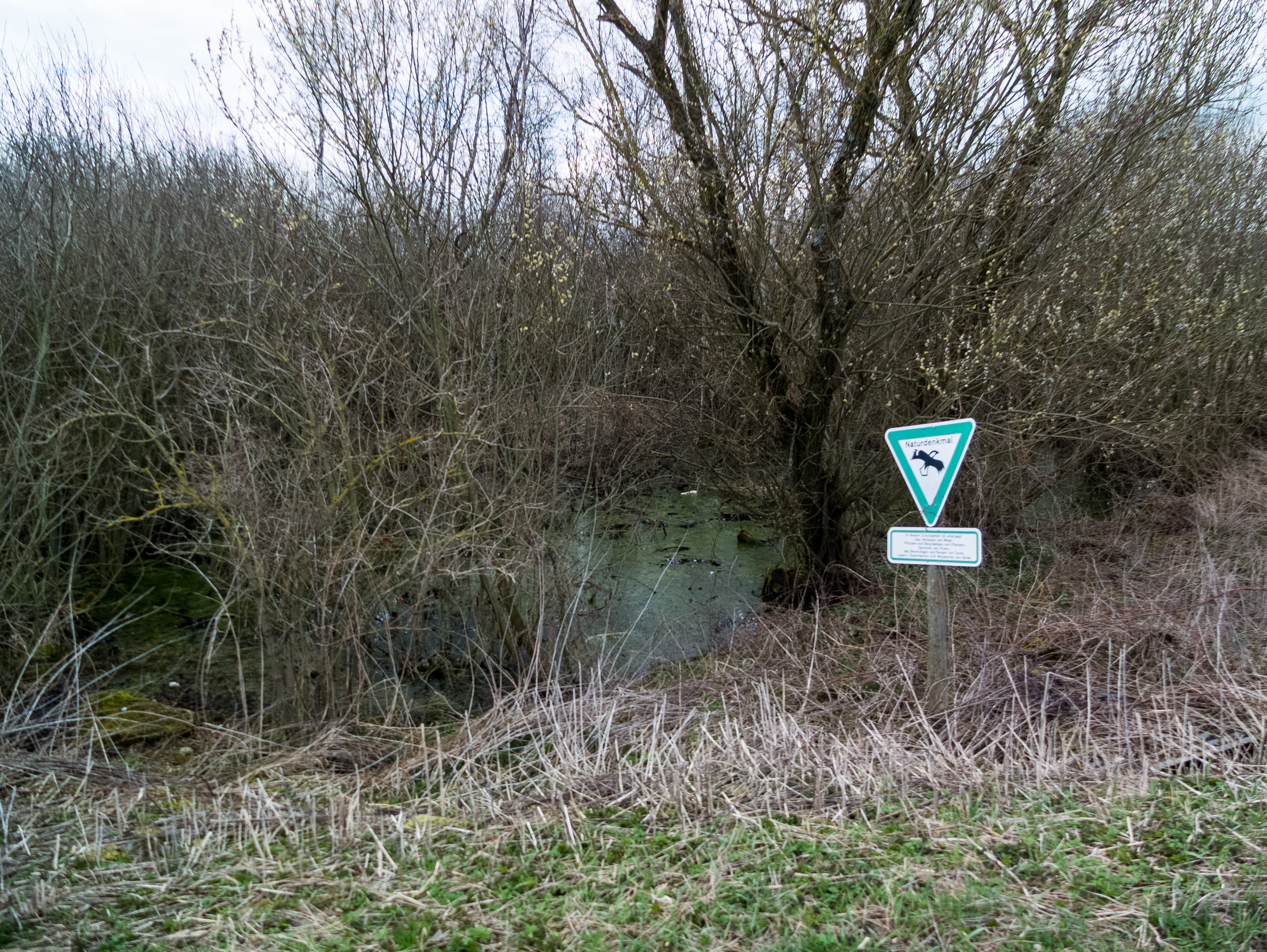
Kügelhofer Moortopf (2013)

Auf der Hochebene gibt es im Einzugsgebiet zwei die Verkarstung des Oberen und Mittleren Muschelkalks anzeigende größere Dolinen.
- Auf dem aufwärtigen Mündungssporn des Speltbachs südwestlich von Berndshofen liegt im Galgenfeld unweit des Mulfinger Bodenhofes eine mäßig erhaltene längliche Doline von etwa 4 m Tiefe im Grenzbereich des Unterkeupers zum Oberen Muschelkalk, in welche der Graben eines vorbeiführenden Feldwegs entwässert.[10]▼
- Der schlecht erhaltene Kügelhofer Moortopf liegt östlich des Künzelsauer Kügelhofs im Gewann Vorderes Seeholz noch im Unterkeuper, hat einen Durchmesser von etwa 40 m, ist von eingeschwemmtem Lehm plombiert –  also was man auf der Schwäbischen Alb eine Hülbe nennen würde – und am Verlanden.[11]▼[12]
- Nicht weit von der zweiten liegt fast unmittelbar am Siedelsbachlauf eine Doline, die als Ponor fungiert. In ihr versinkendes Wasser fließt im Karst nach Süden und tritt am Heiligenbach wieder aus.[7]

## Landschaft
Der Speltbach durchzieht einen Teil das Hochebenenstreifens zwischen den Nachbarflüssen Kocher und Jagst, der dem Naturraum Kocher-Jagst-Ebenen angehört. Diese Hochfläche im Einzugsgebiet ist leicht wellig und liegt vorwiegend in offener Flur, in der einige Waldinseln eingestreut sind. Sie wird vorwiegend ackerbaulich genutzt, in den oberen Talmulden herrscht jedoch Grünland vor. Westlich des oberen linken Speltbachlaufes liegt im Grund und im Holderbach bis zur Wasserscheide und darüber hinaus ein größeres geschlossenes Waldgebiet.
Die steil eingekerbten und gefällereichen Talabschnitte ab den Klingeneintritten bis hinab etwa zur Hälfte des ostwärtigen Unterlaufs sind meist von Hang- und Talwald bedeckt, abwärts beginnt wieder offene Flur. Vor allem am linken Hang findet sich hier altes Weinbaugelände mit vielen heckenüberzogenen Steinriegeln.

### Schutzgebiete
Das Unterlauftal des Speltbachs und die Klingenabschnitte seiner zwei Oberläufe wie seiner Zuflüsse sind Teil des Landschaftsschutzgebietes Jagsttal mit Nebentälern …. Sie zeigen eine aus Wald und offener Flur zusammengesetzte und vielfältige historische Kulturlandschaft mit Wasserläufen und Klingen, Steinriegeln, Feldgehölzen, Rainen und Böschungen, Streuobstwiesen und extensiv bewirtschaftetem Grünland in der Talaue.
Besonders geschützte Biotope sind unter anderen
- natürlicher Bachabschnitte am anfangs gehölzumgeben inmitten eines Feldes laufenden Hinteren Brünnleins und am obersten westwärtigen Lauf des rechten Speltbachs auf Berndhausen zu
- ein Talabschnitt mit Steinriegeln und Feldgehölze von Berndshausen abwärts bis zur einsetzenden bewaldeten Klinge Spelt des Bachs
- das den Teich im Nordwesten von Büttelbronn umgebende Feldgehölz
- Teiche, ein Weiher und ein Quellwald im Waldgebiet Grund westlich des linken Speltbach-Oberlaufes
- der Bachlauf von Speltbach und Zuflüssen in den Klingenabschnitten sowie am Unterlauf
- eine ausgedehnte Steinriegellandschaft überwiegend, aber nicht nur am linken Hang des Unterlaufs über der Weingartsteige der Straße von Berndshofen nach den Railhöfen, die alten Weinbau an diesem Südhang anzeigt
- die unter → Geologie genannten zwei großen Dolinen.

## Geschichte
Wohl schon steinzeitlich, sicher aber zur Keltenzeit gab es auf der schmalen Hochebene zwischen Kocher und Jagst, die sich bis zur Mündung der beiden Flüsse in den Neckar bei Bad Friedrichshall fortsetzt, einen etwa 50 km langen Höhenweg, der bis in die Neuzeit weiter genutzt wurde, die Hohe Straße zwischen Kocher und Jagst. Der so benannte Weg stieg von einem Jagstübergang beim Mulfinger Ort Heimhausen durch die Klinge des nördlichen Nachbarbachs Hetzlesbach auf die Hochebene hinauf und zog dann anfangs entlang der nördlichen Wasserscheide des Speltbachs. Ein Abzweig vom Weg lief nach Südosten auf der Flusswasserscheide der auch oberhalb sehr nahen beiden Nachbarflüsse weiter in Richtung Kirchberg an der Jagst, wozu er vor dem steilen Speltbacheinschnitt nach Süden ausweichen musste, ein zwischen Ohrenbach, Büttelborn und Berndshausen gelegenes Kuppengewann Straßen bezeugt die alte Trasse.